# Yuko Oita
Yuko Oita (尾板 裕子, Oita Yuko), née le 3 août 1969, est une joueuse internationale de football japonaise.

## Biographie
Le 21 janvier 1986, elle fait ses débuts dans l'équipe nationale japonaise contre l'Inde. Elle compte 3 sélections en équipe nationale du Japon de 1986 à 1987.

## Statistiques
Le tableau ci-dessous présente les statistiques de Yuko Oita en équipe nationale
| Équipe du Japon | Équipe du Japon | Équipe du Japon |
| Année           | Matchs          | Buts            |
| --------------- | --------------- | --------------- |
| 1986            | 2               | 0               |
| 1987            | 1               | 0               |
| Total           | 3               | 0               |